# Pseudocrossidium elatum
Pseudocrossidium elatum là một loài Rêu trong họ Pottiaceae. Loài này được (R.S. Williams) Delgad. miêu tả khoa học đầu tiên năm 1975.